# Soira
Il Soira (o Sowera) è una montagna dell'Eritrea e rappresenta il punto più elevato del Paese, con un'altitudine di 3018 metri s.l.m.. La montagna si trova nella Regione del Sud.